# Miheil Djavahișvili

Miheil Djavahișvili

Miheil Djavahișvili (georgiană: მიხეილ ჯავახიშვილი; nume real: Adamașvili, ადამაშვილი) (n. 8 noiembrie 1880 – d. 30 septembrie 1937) a fost un scriitor georgian.